# Ліквідаційний баланс
Ліквідаційний баланс — бухгалтерський звітний баланс, що відображає матеріально-фінансовий стан підприємства, організації чи іншої структури на дату припинення їх діяльності. Складається ліквідаційною комісією і затверджується власником підприємства або іншим органом, що ухвалив рішення про ліквідацію.